# Burrito

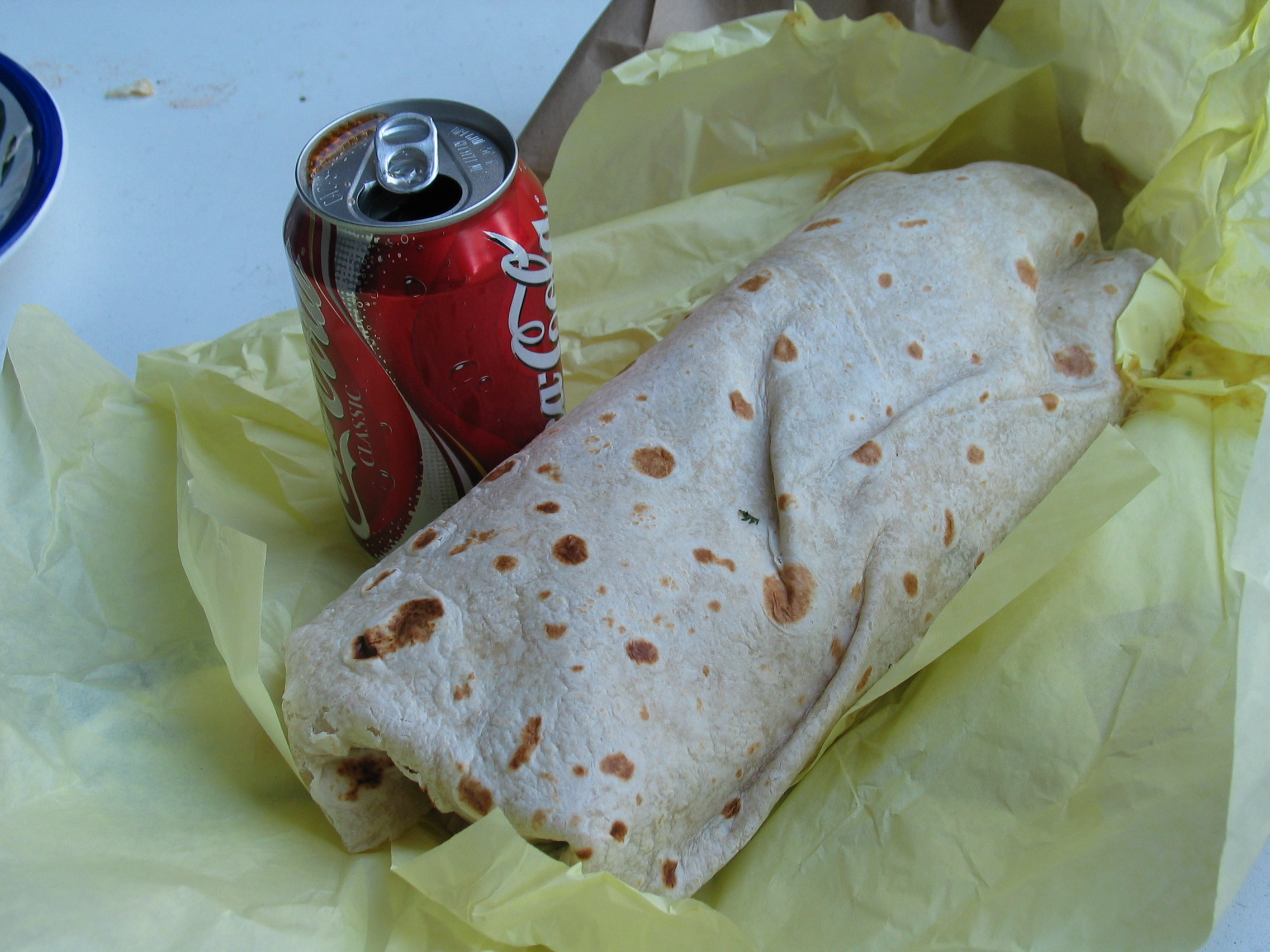
Burrito.

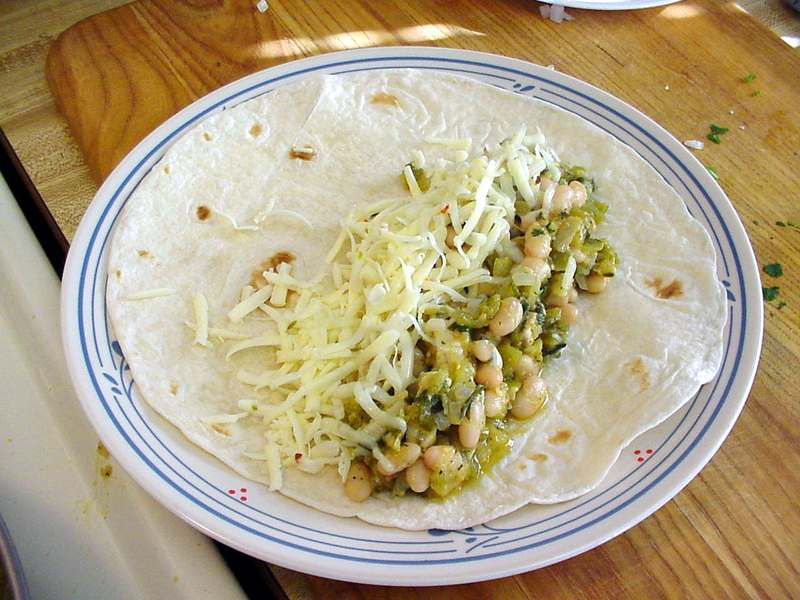
Burrito llest per preparar.

El burrito és un plat originari de la ciutat fronterera de Ciudad Juárez, entre Mèxic i Estats Units. Consisteix en una tortilla grossa de farina de blat que envolta diversos tipus de farciment, com fesols, carn, formatge, espècies, o la combinació d'aquests al costat de remenats de verdures (pebrot, ceba, etc.).

## Història del burrito
Durant la Revolució Mexicana (1910 - 1921), al barri de Bella Vista, a Ciudad Juárez (Chihuahua, Mèxic) hi havia un senyor anomenat Juan Méndez que tenia un establiment de menjars. Perquè no se li refredés el menjar, va tenir la idea de fer una Tortilla grossa de farina de blat, hi va posar el farcit dins, enrotllant-ho amb la truita i ho va posar tot dins d'unes estovalles per a mantenir-ho calent. Eren tantes les comandes que rebia, que va decidir comprar un ruc per a transportar el menjar i travessar pel Río Bravo. L'èxit del seu menjar va ser tan gran que al cap d'un cert temps van començar a arribar mexicans i estatunidencs d'arreu demanant de menjar del "burrito". Va ser així com va néixer la denominació burrito.
El burrito és el plat regional de l'estat de Chihuahua, on es pot consumir a qualsevol hora del dia com a plat principal o com a menjar ràpid. Hi ha variants fora de l'estat, però no són com els originals, que es preparen amb una tortilla de farina d'aproximadament 30 cm de diàmetre amb guisats clàssics com fesols amb formatge convencional o formatge Oaxaca, xili farcit, llardons, ous amb xoriço o carn seca.